# Mooney Airplane Company
La Mooney Airplane Company è un produttore statunitense di velivoli monomotore da turismo. Nella sua storia, iniziata nel 1929 da Albert ed Arthur Mooney, si annoverano alcuni modelli di successo, tra i quali il primo aereo da turismo monomotore con cabina pressurizzata, l'M22 Mustang, ma anche numerosi fallimenti e passaggi di mano della società. Il 5 novembre 2008 la società ha annunciato l'arresto della linea di produzione, in virtù dell'aumento dei costi e della crisi economica.

## Lista di modelli della Mooney Aircraft
- A2
- M10
- M18
- M20
- M22